# Tarnackmeister

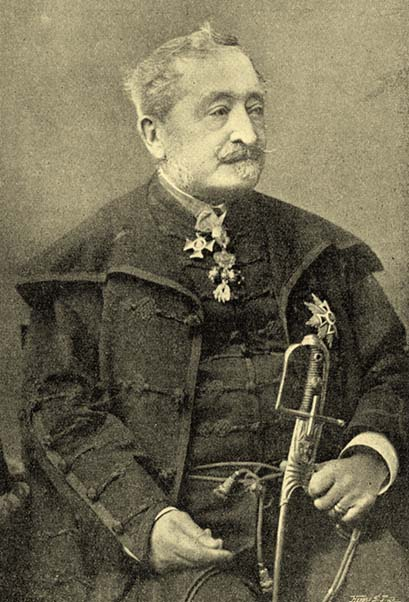
László Szőgyény-Marich, Königlich(-ungarisch)er Oberschatzmeister bzw. tárnokmester 1884–1888

Der Tarnackmeister (mlat. magister tavernicorum (regalium), m. tavarnicorum r. oder camerarius, zeitweilig auch thesaurarius, ung. tárnokmester, im Deutschen auch „(Königlicher Ober-)Schatzmeister“, manchmal fälschlich auch „Tarnachmeister“) ist das dritthöchste bzw. vierthöchste persönliche Amt im Königreich Ungarn nach dem Palatin (palatinus), dem Landesrichter (iudex curiae) und dem Ban von Kroatien-Slawonien, im Rang eines Barons. Er hatte die Aufsicht über den königlichen Besitz, insbesondere die königlichen Bergwerke und die Krongüter. Zusammen mit dem Palatin und dem Landesrichter sowie dem so genannten Personalis (personalis presentiae regiae locumtenis, ung. személynök) war der Tarnackmeister einer der vier Großrichter des Königreichs. Der Tarnackmeister war der Oberrichter der königlichen Freistädte und saß dem Tavernikalgericht vor. Der Funktionsumfang des Amtes änderte sich deutlich über die Zeit. Die gerichtliche Zuständigkeit endete mit der Auflösung des Tavernikalgerichts 1848; der Titel des Tarnackmeisters blieb im Rahmen der Hierarchie des Adels jedoch erhalten und war mit einem Sitz im ungarischen Oberhaus, der Magnatentafel, verbunden.

## Begriff
Die Herleitung des Begriffs ist nicht vollständig geklärt; aufgrund der Schatzmeisterfunktion liegt eine Latinisierung aus ungarisch „tár“ oder „távár“ (Vorrat, Proviant) oder slawisch „tovor“ (Truhe) nahe.

## Wirtschaftliche und fiskalische Funktion
Die Anfänge des Amtes des Tarnackmeisters verlieren sich im Dunkel der Geschichte, es geht mindestens auf die Frühzeit des ungarischen Königreichs zurück, der Titel ist seit 1214 belegt. In der Zeit der Árpáden stand der Tarnackmeister den „tavernici“ vor, die die Naturalabgaben für den König einzogen. Als Mitglied der königlichen Kammer (curia regis), der er seit dem 13. Jahrhundert angehörte, war er zuständig für das königliche Kammergut. Zum Tarnackmeister wurden in der Regel Adlige aus der Gruppe der einflussreichsten Großgrundbesitzer berufen. Die Bedeutung der kämmererähnlichen Funktion verringerte sich mit der Entstehung eines eigenständigen Schatzmeisteramtes (Amt des thesaurarius) im 14. Jahrhundert, das zum Teil in späterer Zeit und unter anderen Bedingungen wieder mit dem Amt des Tarnackmeisters zusammengelegt wurde. Auch nach der Abtrennung des Schatzmeisteramtes war der Tarnackmeister noch für die Beobachtung der Umsetzung von Beschlüssen im Münzwesen zuständig, obwohl sich seit Mitte des 14. Jahrhunderts der Zuschnitt der fiskalischen und monetarischen Zuständigkeiten deutlich änderte.

## Entwicklung der rechtlichen Funktion
Seit dem 13. Jahrhundert gab es verschiedene Appellationsmöglichkeiten in Ungarn. Bereits seit dieser Zeit wandte man sich in bestimmten Fällen an den Tarnackmeister. So gibt es ein Stadtprivileg aus dem Jahr 1230, in dem der Tarnackmeister als mögliche Berufungsinstanz aufgeführt wird. Die sedes tavernicalis, das Tavernikalgericht, wurde unter König Sigismund von Luxemburg 1405 endgültig als oberste Berufungsinstanz der königlichen Freistädte anerkannt. Aus der Zuständigkeit für das königliche Kammergut ergab sich auch die rechtliche Zuständigkeit für die Angelegenheiten der Juden. Auch die Mitglieder des Tavernikalgerichts waren zunächst ungarische Adlige, wobei im 15. Jahrhundert wiederholt und zunehmend Bürger zu Beisitzern ernannt wurden. Seit dem 15. Jahrhundert ernannte der Tarnackmeister mehrmals einen Bürger von Buda zum Vizetarnackmeister. Das Gericht tagte in Buda und gilt als eine der Institutionen, die bereits die Zentralität der späteren ungarischen Hauptstadt Budapest vorwegnahmen. Recht und Rechtsprechung in der Zuständigkeit des Gerichtes bildete einen eigenen Rechtsbereich, das „ius tavernicale“, dessen erste Sammlung bereits auf die Jahre 1412–18 datiert (Vetusta iura civitatum sive iura civilia). Zum Verantwortungsbereich des Gerichts mit Recht zur Wahl der Beisitzer gehörten spätestens seit 1453 sieben Städte, seit Ende des 15. Jahrhunderts acht Städte, alle mit Budaer Stadtrecht, wobei auch andere Städte an das Gericht appellieren konnten. István Werbőczy listet 1514 in seinem einflussreichen Rechtswerk „Tripartitum“ (Tripartitum opus iuris consuetudinarii inclyti regni Hungariae) unter den königlichen Freistädten die acht sogenannten „Schatzmeisterstädte“ („Tavernikalstädte“, ung. tárnoki városok, slow. tavernikálne mestá) mit dem Tarnackmeister als übergeordneter Berufungsinstanz auf: Pressburg/Prešporok/Pozsony/ (Bratislava), Kaschau/Kassa/Košice, Tyrnau/Nagyszombat/Trnava, Bartfeld/Bártfa/Bardejov, Eperies/Eperjes/Prešov, Ofen/Buda, Pest, Ödenburg/Sopron. In den nachfolgenden Jahrhunderten (bis 1848) stieg die Anzahl der Tavernikalstädte auf mindestens 20.

## Edition des Tavernikalrechts
- Martinus Georgius (Martin Georg bzw. Marton György) Kovachich: Codex authenticus iuris tavernicalis statutarii communis, complectens monumenta vetera a recentiora partim antea vulgata partim hactenus inedita, Buda 1803.